# Кіпіані Давид Давидович
Дави́д Кіпіа́ні (рос. დავით ყიფიანი, 18 листопада 1951, Тбілісі — 17 вересня 2001, там само) — радянський грузинський футболіст, що грав на позиції півзахисника. По завершенні ігрової кар'єри — радянський та грузинський футбольний тренер.
Виступав майже всю кар'єру за клуб «Динамо» (Тбілісі), а також національну збірну СРСР. Головний тренер збірної Грузії (1997, 2000—2001). Майстер спорту СРСР міжнародного класу (1976). Заслужений майстер спорту СРСР (1981).

## Клубна кар'єра
Виріс у родині лікарів. В основному вихованням юного Давида займалася бабуся, яка прищепила йому любов і повагу до літератури і мистецтва. Але при цьому основною його прихильністю в дитинстві став футбол.
Вихованець тбіліської футбольної школи № 35. Перший тренер — П. Челідзе. У 1968 році в складі юнацької збірної Грузії став переможцем «Кубка Надії» в Сочі, після чого був зарахований у дубль тбіліського «Динамо».
Одночасно з цим вступив на хімічний факультет Тбіліського політехнічного інституту. Незабаром усвідомивши, що до професії хіміка інтересу в нього немає, перевівся на юридичний факультет ТГУ, який і закінчив.
У 1968–1970 роках грав за «Локомотив» (Тбілісі). У 1971 році дебютував за «Динамо» (Тбілісі) у Вищій лізі Чемпіонату СРСР з футболу. Після цього відіграв за «динамівців» 11 сезонів. Більшість часу, проведеного у складі тбіліського «Динамо», був основним гравцем команди. Завершив професійну кар'єру футболіста виступами за команду «Динамо» (Тбілісі) у 1982 році. Загалом у вищій лізі за «Динамо» зіграв 246 матчів, забив 79 голів.

## Виступи за збірну
1974 року дебютував в офіційних матчах у складі національної збірної СРСР, але розкритися не зумів — завадила травма коліна, якої зазнав на зборах в Одесі.
Пізніше в збірну СРСР запрошувався не часто, оскільки не зовсім вписувався в тактичні схеми Лобановського і Бєскова. Всього в збірній провів 19 матчів, забив 7 голів, а також 2 гри і 2 голи — за олімпійську збірну. У її складі став бронзовим призером літніх Олімпійських ігор 1976 року.
У вересні 1981 року Давид зламав ногу. Після виснажливих тренувань Давид відновив форму, але Бєсков не хотів, щоб Кіпіані був лідером і замість нього до складу ввів Гаврилова.

## Кар'єра тренера
Після завершення ігрової кар'єри деякий час працював у грузинській раді товариства «Динамо». В кінці 1983 року призначений головним тренером тбіліського «Динамо» замість Нодара Ахалкаці. Поступово йому вдалося налагодити гру команди, яка втратила свої лідерські позиції після відходу ряду провідних гравців. У 1986 році він був знятий з посади — приводом послужило його розлучення з дружиною, з якою прожив 10 років. Даний вчинок головного тренера керівництво вважало негідним, незважаючи на те, що на той момент клуб ділив 3—4 місця в чемпіонаті.
При підтримці друзів незабаром був прийнятий на роботу в Прокуратуру Грузинської РСР, де дослужився до посади заступника начальника відділу загального нагляду. Невдовзі одружився вдруге.
У 1988 році звільнився з прокуратури і знову був призначений головним тренером «Динамо», цього разу замість Германа Зоніна. При Кіпіані команда на початку 1990 року була виведена з союзного чемпіонату (незважаючи на його протести) і стала виступати під назвою «„Іберія“» в новоствореному чемпіонаті Грузії, де у неї не було гідних суперників. З поста головного тренера пішов після автомобільної аварії, в якій зазнав травми голови. Вісім місяців був менеджером рідної команди.
На початку 1992 року «Динамо» проводило збір на Кіпрі, під час якого він отримав запрошення від керівництва «Олімпіакоса» (Нікосія) перейти на тренерську роботу в цей клуб. Він прийняв запрошення, коли до кінця чемпіонату залишалося 8 ігор, і допоміг за підсумками сезону 1991/92 клубу залишитися у вищій лізі. На наступний сезон він запросив до клубу ексгравців «Динамо» Віссаріона Чедію і Кахабера Качараву. Разом з ними клуб вийшов у півфінал Кубка Кіпру, а в чемпіонаті посів 11-е місце з 14-ти. Пізніше за допомогою кіпрських компаньйонів відкрив російськомовний ресторан на Кіпрі, який через деякий час розорився.
Перед початком сезону 1995/96 повернувся в Грузію, де знову став головним тренером «Динамо» і пропрацював два сезони.
У 1997 був запрошений на посаду тренера національної збірної Грузії, а роком пізніше працював у російському «Шиннику».
У 1999 року очолив кутаїське «Торпедо», а з 2000-го став поєднувати роботу у клубі з роботою в збірній Грузії.

## Загибель
17 вересня 2001 року Кіпіані повертався з Кобулеті на позашляховику марки Mercedes-Benz ML 320, який на величезній швидкості врізався в горіхове дерево на повороті до села Чардахи. Футболіст помер по дорозі в лікарню. За словами міліціонерів, причиною аварії могло стати те, що Кіпіані розмовляв по мобільному телефону.

## Досягнення

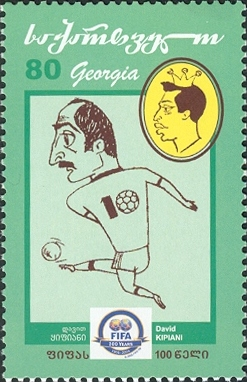
Марка Грузії з зображенням Давида Кіпіані. 2004 рік.

### Командні
- Бронзовий олімпійський призер: 1976
- Чемпіон СРСР (9 м'ячів за чемпіонат): 1978
- Срібний призер чемпіонату СРСР: 1977
- Бронзовий призер чемпіонату СРСР: 1971, 1972, 1976 (весна), 1976 (осінь), 1981
- Володар Кубку СРСР: 1976, 1979
- Володар Кубка володарів кубків УЄФА: 1981
- Переможець молодіжного чемпіонату Європи: 1976

### Особисті
- Найкращий (1977) і другий (1976) футболіст країни (за результатами опитування тижневика «Футбол»)
- Член клубу Григорія Федотова (115 м'ячів)

### Тренерські
- Чемпіон Грузії: 1990, 1991, 1995, 1996, 1997, 2000, 2001
- Володар Кубку Грузії: 1995, 1996, 1997, 2001
- Володар Суперкубку Грузії: 1996

## Особисте життя
У Кіпіані було дві дружини, з кожною з яких він прожив 14 років. Виростив трьох синів — Левана, Миколу і Георгія (1989 р. н.).
Старший син — Леван Кіпіані (1971 р.н.) — був професійним футболістом, пізніше — журналіст, засновник журналу «Атиани». З 2012 по 2015 рік Леван Кіпіані був міністром спорту і молоді Грузії.